# Битка код Акве Секстије
Битка код Акве Секстије (енгл. Battle of Aquae Sextiae), 102. пре н.е, била је одлучујућа победа Римљана над германским племенима (Тевтонци и Амброни) у Тевтонском рату.

## Позадина
Крајем 2. века пре н. е. германска племена Цимбри и Тевтонци напустила су своје насеобине на Јиланду и кренула на југ. Пошто су упали у римску провинцију Норик, Цимбри су 113. пре н. е. потукли Римљане код Нореје (лат. Noreia) у дањашњој Штајерској. У савезу са Тевтонцима прешли су преко Рајне у Галију, коју су пустошили више година и нанели три пораза римској војсци која је покушала да их заустави (109, 107. и 105. пре н.е). У бици код Араузија (105. пре н.е) Цимбри су под Бојориксом (лат. Boiorix) уништили редом три римска одреда и угрозили Италију. Тек је римски војсковођа Гај Марије успео да их заустави.

## Битка
Римски конзул Гај Марије је из јаког утврђеног логора на ушћу реке Изер у Рону, близу данашњег Валанса (фр. Valence), контролисао прелазе у Италију, преко Малог (фр. Petit-Saint-Bernard) и Великог Светог Бернарда (фр. Grand-Saint-Bernard) и дуж обале. Када су се са севера долином Роне спустила бројно надмоћнија германска племена Тевтонци и Амброни, и узалудно јуришали на римски логор, кренули си за Италију приморским путем. Марије их је следио паралелним маршем, вребајући повољну прилику за битку.
Код Акве Секстије (лат. Aquae Sextiae), римског упоришта у Нарбонској Галији (данас Екс-ан-Прованс) Марије је 102. пре н.е. разбио Амброне, а три дана касније и Тевтонце у одбрамбеној бици на отвореном пољу.

## Последице
Гај Марије је потукао Тевтонце и Амброне код Акве Секстије (102. пре н.е), а следеће године је уништио Цимбре код Верцела (101. пре н.е). Цимбри и Тевтонци су у тим походима потисли Хелвећане са Мајне и Некара у данашњу Швајцарску.